# Jean-Paul Benzécri
Jean-Paul Benzécri (Orán, 28 de febrero de 1932-Villampuy, 24 de noviembre de 2019) fue un matemático y estadístico francés. Estudió en la Escuela Normal Superior y trabajó como profesor del Instituto de Estadística de la Universidad de París VI.

## Biografía
Se lo considera fundador de la escuela francesa de análisis estadístico de datos durante los años 1960-1990. Desarrolló técnicas estadísticas, entre las que destaca la del análisis de correspondencias.